# Штабсгауптман
Штабсгауптман (нім. Stabshauptmann) — військове звання молодшого офіцерського складу в Збройних силах Німеччини (Бундесвер). Започатковане у 1993 році.
Звання штабсгауптмана розташовується за старшинством між військовими званнями гауптмана та майора. Еквівалентом штабсгауптмана в Збройних силах України є капітан. В країнах, де є два капітанських звання, дорівнює старшому, наприклад, primo capitano (перший капітан) в Збройних Силах Італії. Код НАТО штабсгауптмана OF-2.
| Сухопутні війська | Люфтваффе       |
| --- | --------------- |
| - Штабсгауптман (служби Генерального штабу) - Штабсгауптман (моторизована піхота) - Штабсгауптман a.D. (моторизована піхота у відставці) | - Штабсгауптман |